# Musée Hồ Chí Minh
Le musée Hồ Chí Minh est un musée situé à Hanoï et dédié à la mémoire de Hồ Chí Minh.
La construction d'un musée commémoratif consacré au souvenir et aux enseignements de Hồ Chí Minh débute en 1985. Le musée est inauguré le 19 mai 1990 à l'occasion du centième anniversaire de naissance du Président. L'architecture du bâtiment évoque un lotus blanc.
Les aires d'exposition du musée évoquent la vie et l'œuvre révolutionnaire de Hồ Chí Minh, la lutte du peuple vietnamien, des expositions thématiques sur les événements historiques qui ont influé sur la révolution vietnamienne. Plusieurs objets et artefacts sont exposés. Le musée possède également une bibliothèque de 25 000 ouvrages sur Hồ Chí Minh. Des tâches scientifiques et de recherche s'ajoutent aux activités du musée qui est également l'hôte de colloques.

## Galerie

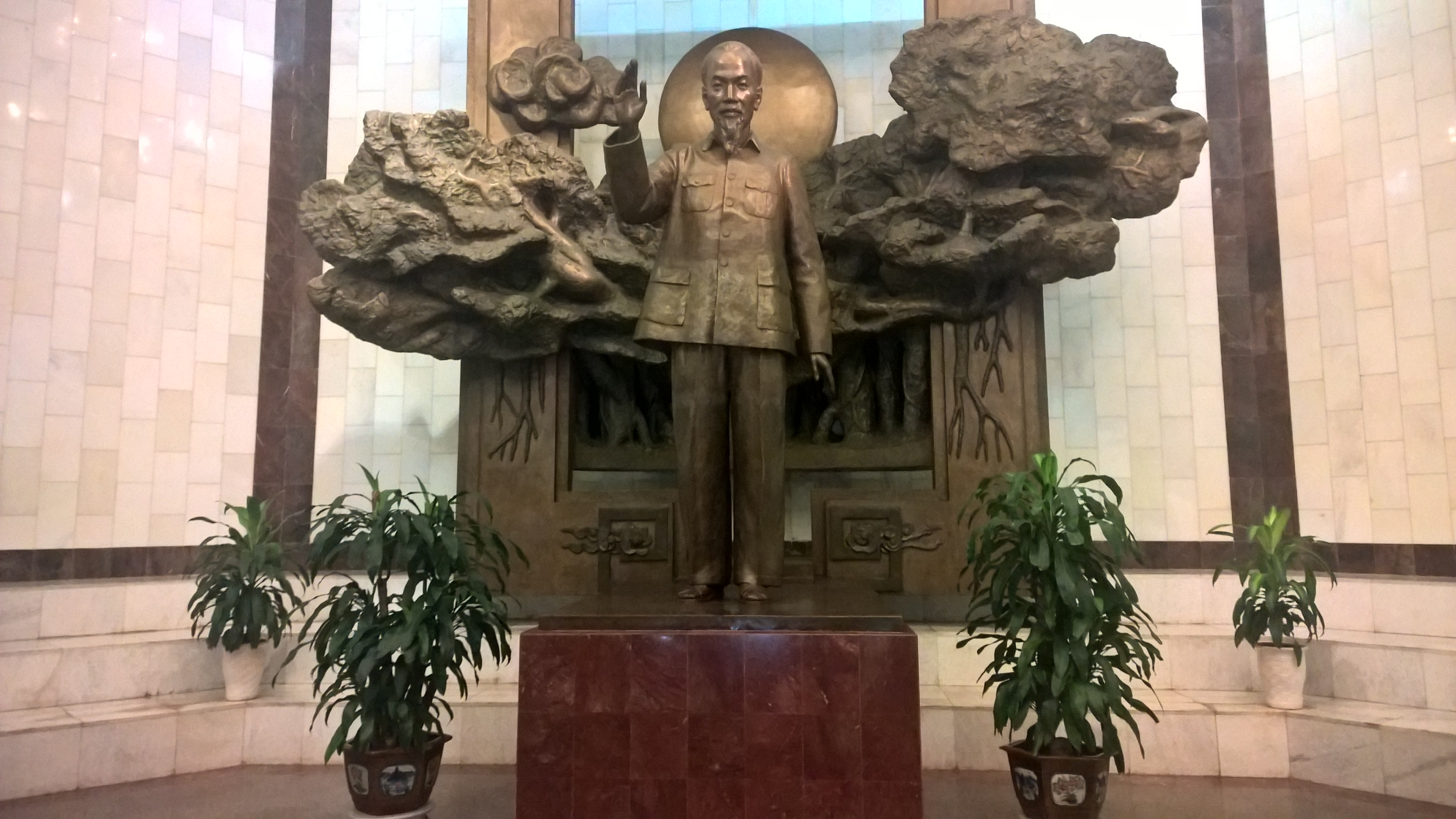
Salle d'introduction.
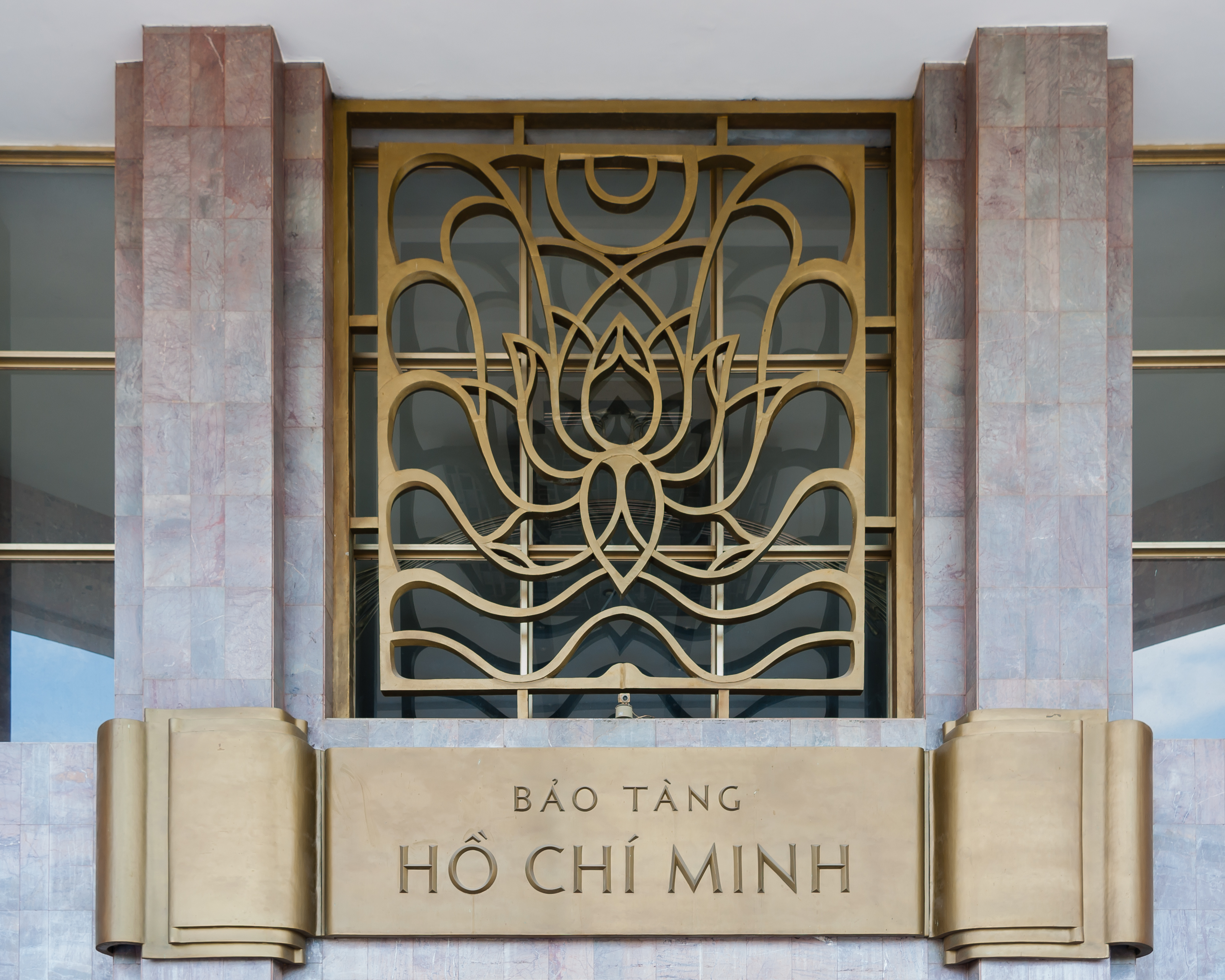
Entrée du musée.
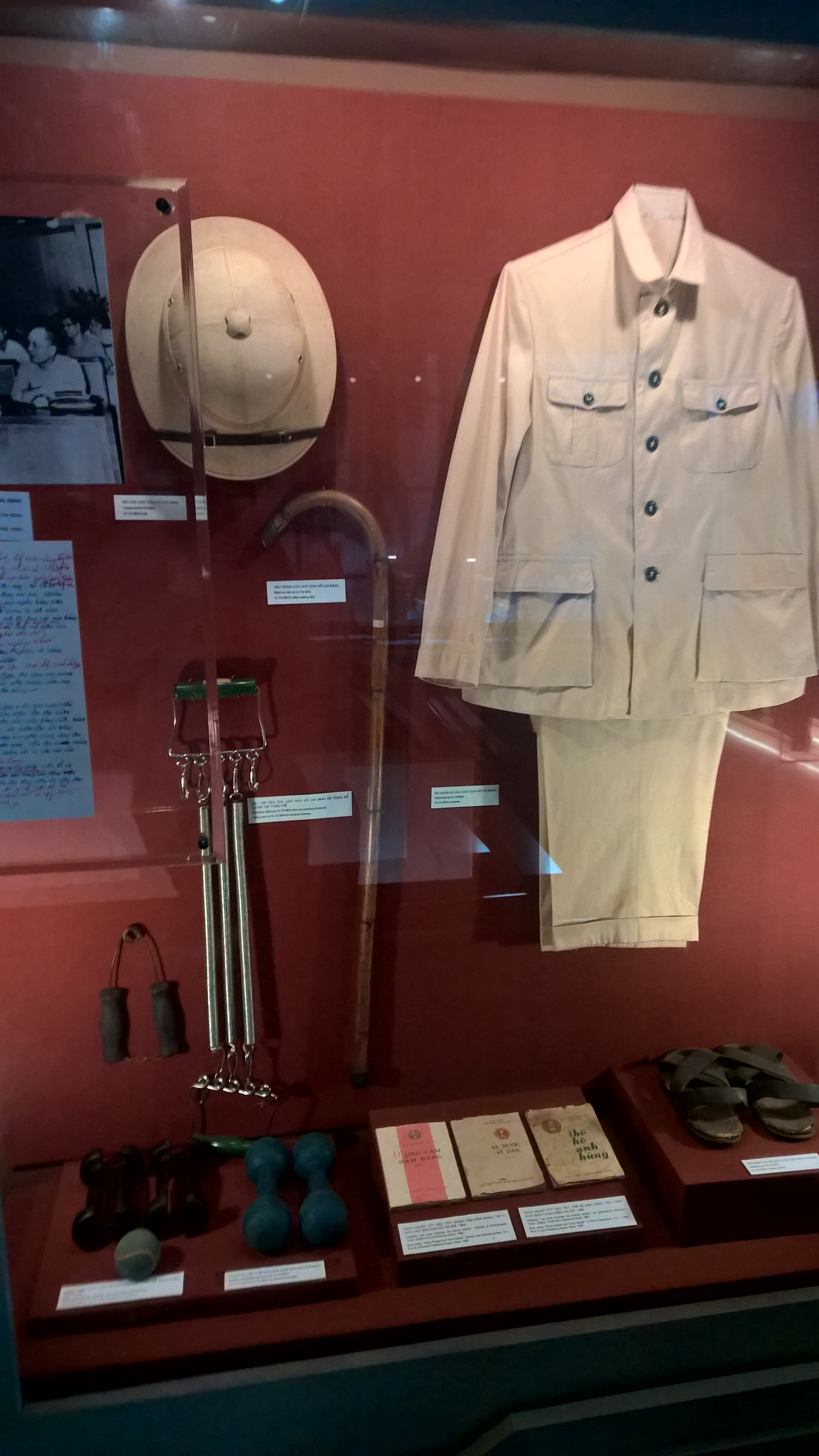
Vêtements ayant appartenu à Hồ Chí Minh.
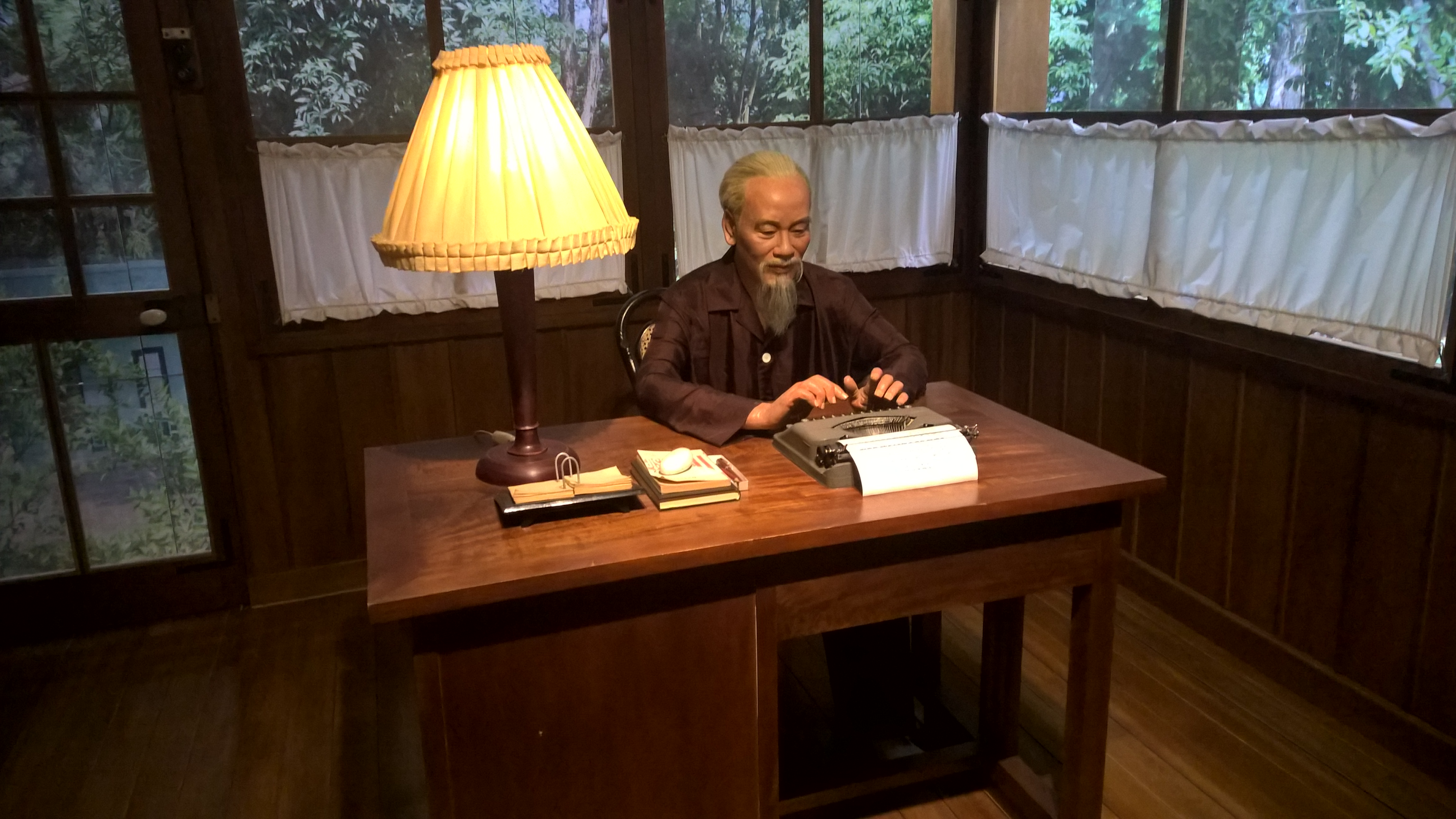
Statue de cire de Hồ Chí Minh.